# Ärmsgrundet
Ärmsgrundet är en halvö i Finland. Den ligger i sjön Sandsundsfjärden och i kommunen Pedersöre i den ekonomiska regionen  Jakobstadsregionen  och landskapet Österbotten, i den centrala delen av landet, 400 km norr om huvudstaden Helsingfors.